# Brachypauropoides
Brachypauropoides är ett släkte av mångfotingar. Brachypauropoides ingår i familjen Brachypauropodidae.
Kladogram enligt Catalogue of Life:
| Brachypauropoides | \| \| Brachypauropoides pistillifer \| \| \| \| \| \| Brachypauropoides prolatus \| \| \| \| |
|                   | \| \| Brachypauropoides pistillifer \| \| \| \| \| \| Brachypauropoides prolatus \| \| \| \| |
|                   | Aletopauropus                                                                                |
|                   |                                                                                              |
|                   | Borneopauropus                                                                               |
|                   |                                                                                              |
|                   | Brachypauropus                                                                               |
|                   |                                                                                              |
|                   | Deltopauropus                                                                                |
|                   |                                                                                              |
|                   | Zygopauropus                                                                                 |
|                   |                                                                                              |
|                   | Brachypauropoides pistillifer                                                                |
|                   |                                                                                              |
|                   | Brachypauropoides prolatus                                                                   |
|                   |                                                                                              |

|  | Brachypauropoides pistillifer |
|  |                               |
|  | Brachypauropoides prolatus    |
|  |                               |